# Щ-215
«Щ-215» — советская дизель-электрическая торпедная подводная лодка времён Второй мировой войны, принадлежит к серии X проекта Щ — «Щука». Лодка стала самой результативной черноморской «Щукой», уцелевшей в годы войны, и была удостоена гвардейского звания.

## История корабля
Лодка была заложена 27 марта 1935 года на заводе № 200 «Имени 61 коммунара» в Николаеве, заводской номер 1039, спущена на воду 11 января 1937 года, 30 августа 1938 года вступила в строй, 21 апреля 1939 года вошла в состав Черноморского флота.

### Служба
На 22 июня 1941 года «Щ-215» входила в 4-й дивизион 1-я бригады подводных лодок Черноморского флота, базировавшийся в Севастополе.
В годы войны «Щ-215» совершила 14 боевых и один транспортный поход, произвела 8 торпедных атак с выпуском 24 торпед, потопила пять судов.
- 18 ноября 1941 года торпедной атакой потоплен турецкий транспорт «Енидже» (428 брт).
- с 28 июня по 3 июля 1942 года совершала транспортный рейс в осаждённый Севастополь, но из-за обстрела и интенсивной бомбёжки груз доставить не смогла.
- 30 августа 1943 года у Босфора торпедной атакой потоплен турецкий транспорт «Тисбе» (1 782 брт) с контрабандным грузом хромовой руды для Германии.
- 15 ноября 1943 года торпедной атакой потоплена БДБ F-592.
- 27 марта 1944 года безрезультатная атака 4 торпедами по транспорту «Тотила» и сопровождающему его охотнику UJ-117.
- 22 июля 1944 года удостоена гвардейского звания.
- 5 августа 1944 года артиллерийским огнём уничтожена турецкая шхуна «Мефкуре» (53 брт), на которой, по словам командира, находилось до 200 вооружённых людей. В некоторых иностранных источниках указано, что на шхуне было 306 евреев-переселенцев, бежавших в Палестину из Европы. Пять человек продержались на воде до утра, когда их подобрало проходящее мимо судно.
- 24 августа 1944 года торпедной атакой уничтожена болгарская шхуна «Вита» (240 брт), ставшая последней победой черноморских подводников в ВОВ.

29 декабря 1955 года разоружена и исключена из состава флота в связи с отправкой на утилизацию. 18 января 1956 года расформирована и впоследствии разделана на металл на базе «Главвторчермета» в Инкермане.

## Командиры лодки
- В. Я. Власов,
- с 20 июля 1941 — Г. П. Апостолов,
- с 24 ноября 1942 — М. В. Грешилов,
- с мая 1944 — Стрижак Александр Иванович.

Известные военнослужащие
- Белоусов, Иван Васильевич (1917 — ?) — старший рулевой, Герой Социалистического Труда (1958).